# Guerre anglo-powhatan
Le guerre anglo–powhatan furono due guerre combattute fra i coloni inglesi della Colonia di Virginia ed i nativi americani della Powhatan Confederacy in Virginia. La prima guerra ebbe inizio nel 1610 e terminò con un accordo di pace nel 1614. Il secondo conflitto scoppiò nel 1622 e terminò nel 1626, mentre il terzo conflitto ebbe inizio nel 1644 e terminò nel 1646, quando il capo tribù Opechancanough fu fatto prigioniero e poi ucciso. Il conflitto ebbe come risultato la creazione di una linea di confine tra il territorio dei nativi americani e quello dei coloni inglesi che poteva essere attraversato solo per commercio con uno speciale salvacondotto. Questa situazione sarebbe durata fino al 1677 con il Trattato del 1677 che istituì le riserve indiane a seguito della ribellione di Bacon.

## I primi scontri
Sin dai primi tentativi dei coloni inglesi di creare degli insediamenti vi furono evidenti problemi con le popolazioni locali. Il progetto fallimentare della Colonia di Roanoke fu anche il momento che segnò il primo contatto tra i coloni e le tribù algonchine costiere della Carolina del Nord. Il primo insediamento permanente dei coloni inglesi, Jamestown, fondato il 14 maggio 1607, si trovava all'interno del potente dominio, ancora in espansione, del territorio di Tsenacommacah, abitato dalla tribù indiana guidata da Wahunsenacawh.

La scelta della posizione di Jamestown non fu delle più felici, dal momento che essa era circondata da un vasto territorio paludoso, che rendeva difficile l'approvvigionamento di acqua potabile e comportava un alto tasso di epidemie malariche, ma soprattutto una critica scarsità di viveri. Per questo motivo sia Jamestown, che tutti gli alti insediamenti coloniali nel "Nuovo Mondo" furono inizialmente del tutto dipendenti dal commercio con le popolazioni dei nativi americani.

Il leader dei coloni inglesi, il capitano John Smith, progettò di realizzare un disegno molto ambizioso, ovvero quello di indurre tutte le tribù dei nativi americani della Virginia a lavorare e produrre per i coloni inglesi. Tuttavia il capo indiano Wahunsenacawh prospettò un progetto diverso e propose agli inglesi di abbandonare la palude e di trasferirsi in uno dei suoi insediamenti, denominato Capahosick, dove essi avrebbero potuto produrre oggetti in metallo in cambio di cibo ed acqua. Smith dimostrò ben presto di aver sottovalutato il potere del capo indiano Wahunsenacawh, soprattutto per il fatto che costui conosceva molto meglio degli inglesi il proprio territorio. Nel mese di dicembre del 1607, infatti, solo sette mesi dopo aver costruito il forte sull'isola di Jamestown, Smith venne catturato in una missione di ricognizione nei pressi di Orapax, una delle capitali della popolazione Powhatan, da un gruppo di cacciatori guidati dal guerriero Opechancanough.

La cattura di Smith rappresenta solo un esempio della strategia diplomatica del capo indiano Wahunsunacawh, per indurre i coloni inglesi alla cooperazione affinché lo coadiuvassero nelle sue mire espansionistiche sul territorio. Smith venne rilasciato alla vigilia del capodanno del 1608, quando si impegnò di spostare la sua colonia nel territorio di Capahosick. Smith aveva convinto Wahunsunacawh di essere figlio del capitano Christopher Newport e che costui era il loro Weroance, che in lingua algonchina significa capo-tribù.

I rapporti tra le due popolazioni si deteriorarono verso la fine del 1608, quando i coloni inglesi, stretti dal morso della fame, iniziarono a derubare con l'uso della forza ingenti quantitativi di grano dai raccolti delle vicine popolazioni indigene, già penalizzate da magri raccolti. I contatti avuti da Smith con le tribù rivali degli indiani Powhatan presso la Baia di Chesapeake e la spedizione militare del Capitano Newport contro le tribù dei Monacan non aiutarono a mitigare gli animi.

A partire dalla primavera del 1609 la tribù dei Paspahegh ricominciò a prendere d'assalto il forte inglese di Jamestown, tuttavia il loro weroance, Wowinchopunk, dichiarò una tregua dopo essere stato catturato e dopo essere riuscito a fuggire, permettendo addirittura ai coloni inglesi di entrare negli insediamenti della sua tribù. Nel frattempo John Smith, diventato ormai il capo indiscusso della colonia inglese, decise di edificare nuovi forti in territorio Powhatan a partire dall'estate di quello stesso anno. In primo luogo inviò un manipolo di uomini, guidati dal Capitano John Martin, per creare un insediamento nel territorio della tribù Nansemond.

## Prima guerra anglo-powhatan
La prima guerra anglo–powhatan, combattuta fra i Powhatan ed i coloni inglesi, durò dal 1610 al 1614.

## Seconda guerra anglo-powhatan
Dopo dodici anni di pace 1622-1632, nel 1644 scoppiò una seconda guerra anglo–powhatan, come ultimo sforzo da parte della Powhatan Confederacy di far sloggiare i coloni inglesi dalle terre da loro occupate. Circa 400 coloni vennero uccisi nel corso dell'attacco iniziale del 18 aprile, più dei 350 morti nel massacro indiano del 1622.
Questo episodio determinò la volontà dei coloni a decimare i Powhatans. In luglio marciarono contro le tribù della Powhatan Confederacy per allontanarle quanto più lontane dai loro territori.
Nel febbraio 1645, venne decisa la costruzione di tre forti di frontiera: Fort Charles alle cascate del fiume James, Fort James a Chickahominy, e Fort Royal alle cascate del fiume York. In agosto, il governatore William Berkeley attaccò la fortezza indiana di Opechancanough conquistandola. Vennero catturati tutti gli uomini dall'età di 11 anni in su e deportati nell'isola di Tangier. Opechancanough, un uomo di circa 100 anni, venne portato a Jamestown e ucciso: L'episodio determinò la disgregazione della Powhatan Confederacy nelle singole tribù componenti, che i coloni continuarono ad attaccare. Nel marzo 1646, i coloni decisero di costruire un quarto forte di frontiera, Fort Henry, alle cascate del fiume Appomattox, dove si trova l'attuale città di Petersburg.

### Trattato del 1646
Con il trattato dell'ottobre del 1646, tutte le tribù divennero tributarie del re d'Inghilterra.